# Нову-Оризонти (Сан-Паулу)
Нову-Оризонти (порт. Novo Horizonte)  —  муниципалитет в Бразилии, входит в штат Сан-Паулу. Составная часть мезорегиона Сан-Жозе-ду-Риу-Прету. Входит в экономико-статистический  микрорегион Нову-Оризонти. Население составляет 39 888 человек на 2017 год. Занимает площадь 931,743 км². Плотность населения — 42,8 чел./км².
Праздник города — 28 октября.

## История
Город основан в 1917 году.

## Статистика
- Валовой внутренний продукт на 2003 составляет 420.613.457,00 реалов (данные: Бразильский институт географии и статистики).
- Валовой внутренний продукт на душу населения на 2003 составляет 12.658,79 реалов (данные: Бразильский институт географии и статистики).
- Индекс развития человеческого потенциала на 2000 составляет 0,808 (данные: Программа развития ООН).

## География
Климат местности: тропический. В соответствии с классификацией Кёппена, климат относится к категории Aw.